# Abrera En Comú

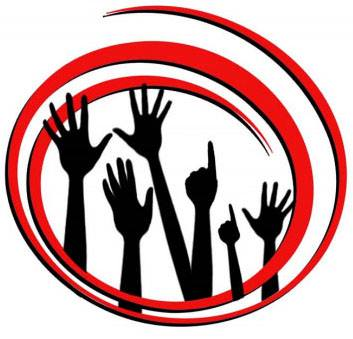
Logo de Abrera En Comú.

Abrera En Comú (AEC, Abrera en Común) es un partido político que se define como una formación "de izquierdas, asamblearia y local" cuyo ámbito territorial es el municipio de Abrera (Baix Llobregat Nord).

## Antecedentes históricos
La fundación de Abrera En Comú representa el tercer intento en la historia de agrupar a toda la izquierda abrerense a la izquierda del PSC en una sola entidad política que aspira a conseguir la mayoría en el Pleno del Ayuntamiento de Abrera.

### Primer intento
En 1979, la Entesa Municipal de Abrera, promovida por el Partido Socialista Unificado de Cataluña (PSUC) con ciudadanos independientes, ganó las primeras elecciones municipales democráticas en Abrera con mayoría absoluta, beneficiandose segurament del hecho de que en aquella ocasión el PSC no había podido presentar una candidatura propia.
Desde las elecciones de 1983, ya bajo el escenario invariable hasta hoy de un Ayuntamiento gobernado por los socialistas, el PSUC siguió en la oposición y, después de la grave crisis de los años ochenta, el 1987 se integró en Iniciativa per Catalunya, coalición que se transformó en Iniciativa per Catalunya Verds (ICV) el 1995. Aunque en 1998 se constituyó Esquerra Unida i Alternativa (EUiA), que ha concurrido en varias ocasiones a las elecciones separadamente de ICV hasta 2011.

### Segundo intento
Para las elecciones locales de 2003, las izquierdas locales fracasaron en las negociaciones para construir una coalición electoral amplia, como posible alternativa al PSC, con el resultado de la aparición del nuevo partido Alternativa d'Abrera (AdA), que pasaría a liderar la oposición en el Ayuntamiento.

## Creación de AEC

### Tercer intento
A partir de 2012, la asamblea local de Esquerra Unida i Alternativa (EUiA) promovió la idea de una confluencia de izquierdas local, a la que se invitó a las demás fuerzas políticas que se sitúan a la izquierda del espacio socialista. En 2014, aun sin la participación de ICV, ya se había producido la confluencia de EUiA con el Proceso Constituyente (PC), en lo que se llamó "Grupo promotor de un nuevo espacio político en Abrera" (GP9espai, donde "9" por nou), que ya utilizaba el mismo logo que finalmente acabaría representando al partido resultante. En julio, mientras se estaba cocinando el círculo abrerense de Podemos con la asistencia inicial de militantes de AdA y del PC, simultáneamente salía a la luz una declaración conjunta de EUiA y el PC, ya reunidos en el Grupo Promotor. Este GP se presentó en público el 27 de septiembre de 2014 e invitó a los militantes de otras formaciones de izquierdas y en realidad a toda la ciudadanía comprometida a sumarse libremente en una asamblea, pero no como un acuerdo entre partidos. De hecho, entre septiembre y diciembre se realizó un proceso participativo para debatir abiertamente el programa político, y en diciembre adoptaron el nombre de "Guanyem Abrera" ("Ganemos Abrera", o tal vez "Ganamos Abrera"), al que posteriormente tuvieron que renunciar.
Finalmente, AEC se fundó en Abrera el 17 de febrero de 2015 por un grupo de ciudadanos provenientes, en la práctica, de las asambleas locales de los partidos Izquierda Unida, ICV, Procés Constituent y Podemos; también había gente que militaba en la PAH y otros independientes (aunque la participación de Podemos y de la PAH fue anunciada por un comunicado del PC y desmentida unos días después por otro comunicado). Raul Montesinos fue elegido secretario del partido, y la asamblea se dotó de unos estatutos y de un "Código ético" que considera irrenunciable. En los meses siguientes fueron sumándose otros ciudadanos, incluyendo algunos disidentes del PSC.

## Acción política
Poco antes de las elecciones locales de 2015, Barcelona en Comú se había hermanado con Abrera En Comú y muchas otras "confluencias" locales catalanas y del estado español. La asamblea eligió a Valeri Mena como cabeza de lista, y el 2 de abril se dio al nuevo espacio la forma de una coalición de "Entesa". Aunque, en el momento fundacional, Iniciativa e Izquierda Unida tenían un concejal cada una en el Ayuntamiento de Abrera (Cristina Bigordà e Ivan Serrano, respectivamente), obtenidos en las elecciones locales de 2011 con un total acumulado de 605 votos, en la siguiente convocatoria la nueva fórmula experimentó una notable mejora y, de hecho, un éxito rotundo, ya que se obtuvieron 898 votos y tres concejales, situándose en el tercer puesto del Pleno, en un práctico empate técnico con AdA, el otro partido de izquierdas y de ámbito exclusivamente local. 
Durante todo el mandato 2015-2019, el partido ejerció una oposición constructiva y propositiva, procurando en todo momento adelantarse a las decisiones del gobierno en todas las cuestiones que se consideraban importantes en función del programa, y exigiendo el cumplimiento de los acuerdos del Pleno. Les propuestas de AEC, de acuerdo con sus estatutos, se encaminan a mejorar la calidad de vida de los vecinos con políticas de izquierda basadas en la justicia social y la igualdad, fomentar la participación ciudadana, ser una parte activa y crítica de la sociedad civil, y hacer pedagogía de la conciencia crítica de los ciudadanos. Hacia la mitad de este mandato, Joaquín Eandi relevó en el escaño a Ivan Serrano, que se retiraba después de doce años de servicio.

### Cuarto intento
En 2019 se presentó una candidatura renovada encabezada por Joaquín Eandi con la intención no ocultada de alcanzar un pacto tripartito con AdA y ERC que permitiera cambiar las cosas en el Ayuntamiento después de treinta y seis años de alcaldes socialistas. Pero la abrumadora propaganda institucional puesta al servicio del gobierno municipal saliente y la remontada electoral histórica experimentada por el PSC y el PSOE, por una parte, y las dificultades de la misma AEC para hacer llegar su mensaje político a una ciudadanía tal vez harta de política, por la otra, llevaron a la mayoría absoluta más espectacular de la historia de Abrera y a unos resultados muy escasos para AEC, con sólo 533 votos y la conservación de un solo concejal, de forma que ha habido que conformarse y seguir en la oposición.
El 4 de julio de 2019, Ivan Serrano relevó a Raul Montesinos en el secretariado de Abrera En Comú.